# Tmetonota verrucosa
Tmetonota verrucosa är en insektsart som beskrevs av Henri Saussure 1888. Tmetonota verrucosa ingår i släktet Tmetonota och familjen gräshoppor. Inga underarter finns listade i Catalogue of Life.